# Klaus Steilmann

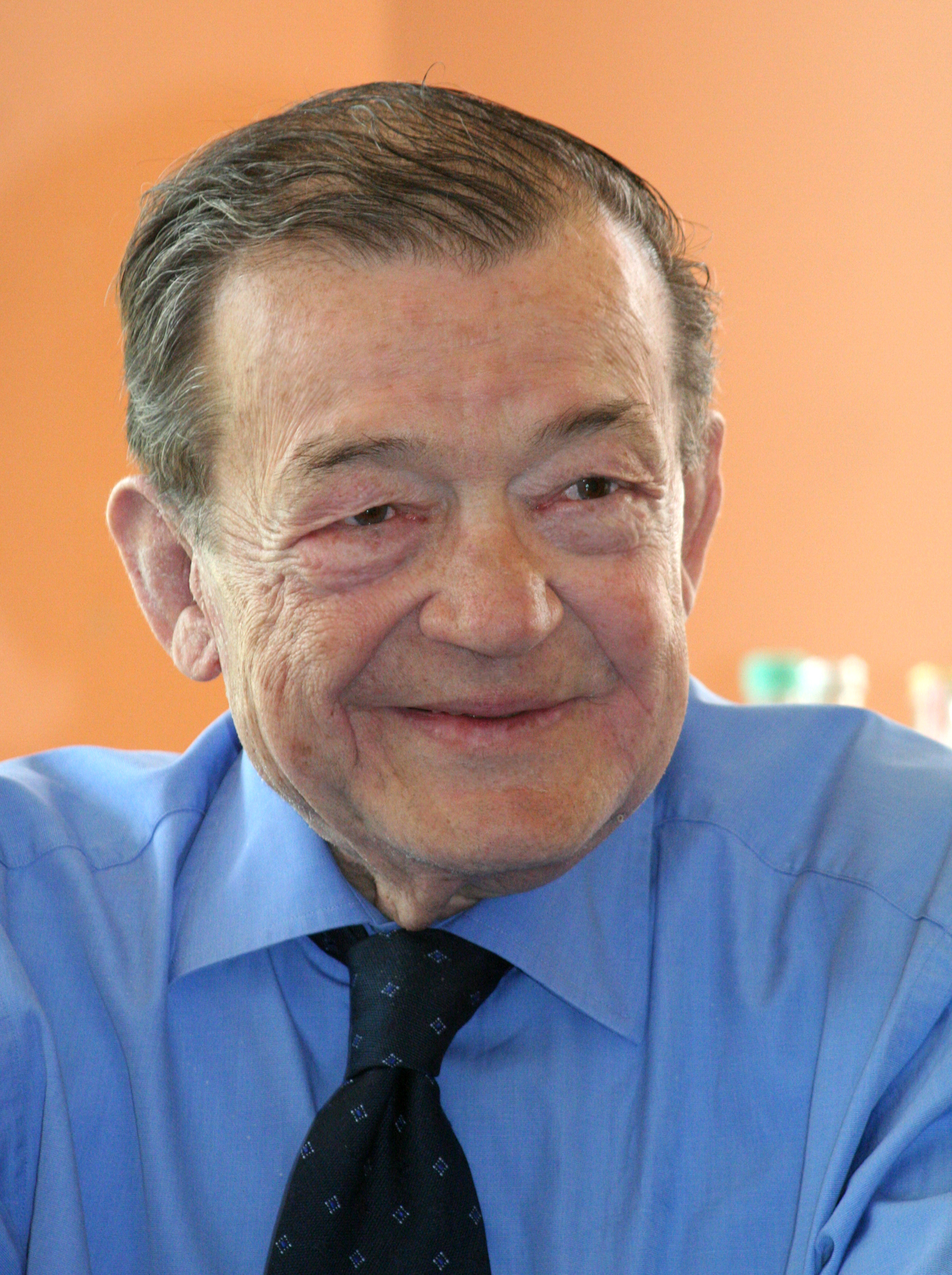
Klaus Steilmann (2007)

Klaus Steilmann (* 12. Juni 1929 in Neustrelitz; † 14. November 2009 in Bochum) war ein deutscher Textilunternehmer. Er gehörte zu den prägenden Personen der Wirtschaft im Nachkriegsdeutschland. Einer breiteren Öffentlichkeit war Steilmann auch als Präsident des Fußballvereins SG Wattenscheid 09 bekannt.

## Leben und Wirken

### Herkunft, Ausbildung und frühe berufliche Laufbahn
Steilmann wurde als Sohn eines Gutsverwalters in Mecklenburg geboren. Nach dem Krieg holte er 1951 in Berlin sein Abitur nach. Nebenbei arbeitete er bei C&A und machte dort eine Lehre zum Einzelhandelskaufmann. Von 1955 bis 1957 war Steilmann dann Stellvertreter des Mantelkonfektionärs Josef Meyer.

### Unternehmensgründung und Ausbau zur Steilmann-Gruppe
Mit einem Darlehen in Höhe von 40.000 Mark von C&A gründete er 1958 in Wattenscheid die Klaus Steilmann GmbH & Co. KG und begann in einer Näherei mit 40 Mitarbeitern Damenmäntel und Kostüme zu produzieren. Das Unternehmen erzielte schon bald einen Umsatz von 7,2 Millionen DM. Die Steilmann-Gruppe entwickelte sich durch die Produktion preiswerter Mode in den folgenden Jahrzehnten zum größten Textilunternehmen Europas. Das Motto des Unternehmens war „Mode für Millionen, nicht für Millionäre“.  1985 vertrieb sie ihr Sortiment u. a. an C&A, Peek & Cloppenburg, Karstadt, Kaufhof und Marks & Spencer, belieferte auch die Exquisit-Läden in der Deutschen Demokratischen Republik und erzielte einen Umsatz von 1,1 Milliarden Mark. Ab 1987 gab es auch eine Kooperation mit Karl Lagerfeld.
Ab Anfang der 1990er Jahre geriet das Unternehmen jedoch durch die Globalisierung unter starken Konkurrenzdruck und in der Folge in wirtschaftliche Bedrängnis, weil Steilmann gegen die Ratschläge von Weggefährten, die ihn als bescheidenen Patriarchen alter Schule schilderten, aus Verbundenheit zur Belegschaft zu lange an der teureren Produktion in Deutschland festgehalten hatte. 1993 ließ Steilmann auch in der Ukraine und 1994 in Vietnam produzieren und belieferte weiterhin u. a. C&A und Peek & Cloppenburg. Steilmann gab die Geschäftsführung 1999 an den ehemaligen Hugo-Boss-Vorstandschef Joachim Vogt ab. Im Jahr 2003 stieg die italienische Radici-Gruppe in das Unternehmen ein. Die Insolvenz konnte jedoch im Oktober 2006 nur durch die vollständige Übernahme aller Steilmann-Anteile durch Radici abgewendet werden.

## Weitere Mitgliedschaften und Engagements
Von Steilmann stammen mehrere Abhandlungen über Unternehmensführung. 1989 wurde Steilmann Deutschlands erster Konsul der Ukraine. 1991 hatte Steilmann die Position des Präsidenten der European Largest Textile and Apparel Companies (ELTAC) inne.
Er war zudem Stifter des Lehrstuhls für Umweltpolitik an der privaten Universität Witten/Herdecke und seit 1992 Mitglied des Club of Rome.
1988 gehörte Steilmann dem Aufsichtsrat der Etienne Aigner AG an. 1990 wurde er von der Treuhandanstalt zum Aufsichtsratschef der Kunststoffe, Leder, Pelze AG (KLP) in Leipzig bestimmt.
Steilmann war ein erklärter Gegner der Eingemeindung Wattenscheids 1975 nach Bochum und fuhr deshalb ein Auto mit Essener Kennzeichen.

### SG Wattenscheid und Sportförderung
Als Präsident des Fußballvereins SG Wattenscheid 09 holte er 1974 den argentinischen Star Carlos Babington in die zweite Liga und führte den Klub schließlich 1990 in die Bundesliga. Außerdem rief er ein Sportinternat ins Leben, das heutige Klaus-Steilmann-Haus, ein Teil des Olympiastützpunkt Westfalen. Athleten der TV Wattenscheid 01 Leichtathletik wie Michael Möllenbeck, Marc Blume und andere konnten dank seiner Unterstützung auch international Medaillenränge erreichen.

## Persönliches
Zusammen mit seiner Ehefrau Ingrid hatte Steilmann drei Töchter: Britta Steilmann, Cornelia Steilmann und Ute Steilmann.

## Schriften
- Systemtransformation aus Unternehmersicht. Praktische Schritte für einen marktwirtschaftlichen Neubeginn in Osteuropa. 1993
- Vom Säulendenken zu vernetztem Denken. 1994
- Wettbewerbskritik aus Unternehmersicht: Wirtschaft, Umwelt und Soziales erfolgreich vernetzen. 1995
- Neue Philosophie der Gesellschaft. 3 Bände in Russisch, 1998/99
- Regeln für Unternehmer. 1999

## Auszeichnungen und Ehrungen
- 1984: Bundesverdienstkreuz am Bande[10]
- 1985: Ehrenring der Stadt Bochum[11]
- 1989: Bürger des Ruhrgebiets durch den Verein pro Ruhrgebiet
- 1993: Ehrendoktorwürde der Universität Witten/Herdecke[12]
- 1994: Verdienstorden des Landes Nordrhein-Westfalen[13]
- 1999: Ehrensenator der Hochschule Bochum
- 1999: Deutscher Umweltpreis[8]
- 2001: Goldene Blume von Rheydt
- 2009: Steiger Award[14]

Weitere Auszeichnungen und Ehrungen:
- Gertrudispreis
- Ehrenprofessor der Staatlichen Lomonossow-Universität in Moskau
- Honorarkonsul der Ukraine
- Mitglied im Club of Rome

Der Olympiastützpunkt Wattenscheid taufte 2001 sein Sportinternat direkt am Lohrheidestadion in Wattenscheid auf den Namen Klaus-Steilmann-Haus. Das Klaus-Steilmann-Berufskolleg (ehemals Kaufmännische Schule 2) an der Westenfelder Straße in Wattenscheid wurde ebenfalls nach ihm benannt.